# Dichapetalum dictyospermum
Dichapetalum dictyospermum är en tvåhjärtbladig växtart som beskrevs av Bretel.. Dichapetalum dictyospermum ingår i släktet Dichapetalum och familjen Dichapetalaceae. Inga underarter finns listade i Catalogue of Life.